# Jimmy Johnson (Rockabilly-Musiker)
Jimmy Johnson ist ein US-amerikanischer Rockabilly-Sänger und Gitarrist.

## Karriere
Nicht viel ist über Jimmy Johnson bekannt. Johnson war Mitglied in Al Caseys Arizona Hayriders in Phoenix, Arizona. Mit ihnen tourte er durch die USA und nahm als Gitarrist Platten auf. Im Mai 1956 nahm er unter der Leitung von Lee Hazlewood seine einzige Soloplatte Cat Daddy / How About Me, Pretty Baby? auf. Die Hintergrundband bestand aus Al Casey (Gitarre), Forrest Skaggs (Kontrabass) und Larry Vanlandinham (Schlagzeug). Aufgenommen wurden die Platten in Floyd Ramseys Aufnahmestudio. Nachdem Hazlewood mit Sanford Clark jedoch einen Top-Ten-Hit landete, waren für Johnson keine weiteren Plattenaufnahmen mehr möglich. Er war weiterhin Mitglied der Arizona Hayriders, verschwand in den 1960er Jahren aber vollkommen aus der Musikszene.

## Diskografie
| Jahr | Titel                                  | Label #       |
| ---- | -------------------------------------- | ------------- |
| 1956 | Cat Daddy / How About Me, Pretty Baby? | Viv 45-3000/1 |